# Medal Wojenny (Imperium Osmańskie)

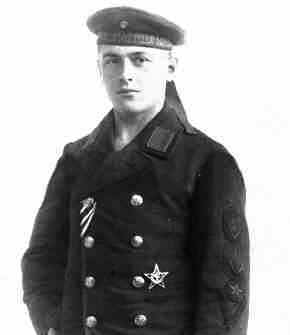
Niemiecki marynarz odznaczony Harp Madalyasi; 1917.

Medal Wojenny (tur. Harp Madalyası) – jednoklasowe odznaczenie wojenne Imperium Osmańskiego. W literaturze angielskojęzycznej bardziej znany jako Gwiazda Gallipoli (ang. Gallipoli Star), gdyż najwięcej nadań otrzymali uczestnicy Bitwy o Gallipoli; zaś w literaturze niemieckojęzycznej, jako Żelazny Półksiężyc (niem. Eiserner Halbmond), gdyż był odpowiednikiem pruskiego Krzyża Żelaznego II Klasy. Początkowo w polskich publikacjach wojskowych określany jako Medal Żelaznego Półksiężyca.
Medal został ustanowiony 1 marca 1915 przez sułtana Mehmeda V jako nagroda za czyny męstwa i odwagi wykazane na polu bitwy. Był nadawany zarówno obywatelom osmańskim, jak i żołnierzom państw centralnych walczącym na bliskowschodnim teatrze I wojny światowej. Medal został zniesiony w 1923 roku, w związku z likwidacją imperium i powstaniem Republiki Turcji.

## Insygnia
Odznaczenie składało się z oznaki, wstążki i okuć.
Oznaką medalu była pięcioramienna gwiazda (68 × 53 mm) wykonana z miedzioniklu emaliowanego na czerwono. Końcówki ramion gwiazdy zakończone były kulkami, dodatkowo srebrzone, lub złocone. Pośrodku gwiazdy znajdowała się srebrzona (lub złocona) tugra sułtana Mehmeda V, pod nią data 1333 (AH; czyli 1915 AD). Tugrę i datę otaczał srebrzony (lub złocony) półksiężyc barkiem w dół. Rewers medalu był gładki, bez emalii z przymocowaną agrafą.
Wstążka: czerwona o szerokości 44 mm, z dwoma białymi paskami o szerokości 5 mm oddalonymi o 2,5 mm od krawędzi.
Medal ze wstążką o odwróconych kolorach (białą z czerwonymi paskami) nadawano osobom, które nie uczestniczyły bezpośrednio w walkach, ale zasłużyły się dla wysiłku wojennego jako urzędnicy, lub ratując życie (np. lekarze, pielęgniarki).
Na wstążkę mogły być nakładane metalowe okucia w kształcie równoległoboku (56 × 7 mm) pochylonego w prawo, barwy białej z nazwą kampanii (za którą zostały nadane) w kolorze czerwonym, napisaną alfabetem osmańskim:
- Çanakkale (Gallipoli)
- Gaza
- Kanał (Kanał Sueski)
- Kut-al-Amara (Al-Kut)
- Sana
- Kaukaz

## Noszenie
Oznakę medalu noszono poniżej prawej kieszeni munduru (żołnierze niemieccy nosili ją na lewej – analogicznie do pruskiego Krzyża Żelaznego I Klasy), ale w ten sposób zakładano ją tylko okazjonalnie. Na co dzień noszono jedynie wstążkę orderową, przeplecioną przez drugą (od góry) dziurkę od guzika munduru (analogicznie do pruskiego Krzyża Żelaznego II Klasy). Z reguły nie noszono okuć za kampanie.
Nie praktykowano również noszenia całych insygniów medalu (oznaki, wstążki i okuć), choć było to możliwe po przepleceniu wstążki przez agrafę oznaki.